# Szczawa (Petite-Pologne)
Pour les articles homonymes, voir Szczawa.
Szczawa est une localité polonaise de la gmina de Kamienica, située dans le powiat de Limanowa en voïvodie de Petite-Pologne.